# 馬盧納戰鬥
马卢纳战斗（英语：Battle of Maaloula）是叙利亚内战當中一场于2013年9月期间发生的战斗。反对派与叙利亚政府军在以基督教徒为主的、以西方新阿拉姆语作为语言的城镇马卢纳（Maaloula）进行交战。该城在大马士革东北方56公里，建立于崎岖的山坡上，海拔高度达1,500米。

## 背景
根据当地居民的消息。与基地组织有关的组织“胜利阵线”自从2013年3月以来一直以Safir酒店附近的山上作为基地。据报道自从那时开始圣战者就不停的骚扰镇里的基督教徒，一名信仰基督教的农场主无法前往他位于酒店附近的农场里耕种，除非与一名村里的穆斯林结伴而行。

## 圣战者的第一次进攻
9月4日，一辆由约旦自杀袭击者驾驶的卡车在马卢纳镇入口的检查站附近被引爆。这场爆炸是反对派进攻的信号。根据反对派的消息，圣战者们控制了检查站，打死8名政府军并摧毁两辆坦克，而政府军在检查站沦陷后空袭了该地。在战斗中，圣战者们夺取了Safir酒店，并从那里向镇里开火到当天结束时，反对派武装夺取了镇里多个地区。

## 政府军的反击
9月6日，政府军增派援兵，其中包括了坦克和装甲运兵车，以试图在反对派撤退时夺回该镇。政府军向之前遭袭的检查站投入增援。而圣战者撤退后马卢纳周边爆发多场交火。
9月7日，政府军进攻了驻扎在酒店内的反对派武装，随后战斗在该镇附近再次爆发。

## 圣战者第二次进攻
9月8日，据报道在得到增援后，圣战者武装重新夺回了马卢纳并迫使政府军从该镇撤出。在这天的交战中，18名圣战者被打死，100人受伤。
一名马卢纳的居民说圣战者攻击了多个基督徒的家并杀害多人。他们还焚毁了一座教堂并洗劫了另一座，还威胁多名信仰基督教的村民如果不皈依伊斯兰教就将他们斩首。但是一名接受BBC采访的当地修女否认存在强迫改变信仰及迫害基督徒的行为。很多马卢纳镇的居民逃离该镇，但据报道穆斯林镇民很欢迎圣战者和叛乱分子进入。一名来自该村的妇女对黎巴嫩媒体说，他的丈夫是镇里民兵组织的成员，已经被叙利亚自由军的圣战者们割喉。
根据圣战者领导人的说法，政府军人占据了马卢纳镇的一个出入口。在当天下午，政府军及民兵与圣战者们在马卢纳镇周边以及Jarajafa地区交战，以试图重新夺回该镇。

## 政府军第二次反击
9月9日，政府军发动一场攻势试图夺取该镇以及周边山上的圣战者据点。据一名因害怕遭到圣战者报复而匿名受访的居民的说法，该镇3300名居民中，只有50人在战斗中留在镇里。镇西面的一座教堂被纵火。一些镇民证实他们的家人被圣战者强行带离该镇。还有一些镇民说圣战者强迫一人在枪口下皈依伊斯兰教，并处决了另一人。
9月10日，圣战者们说如果政府军和亲政府民兵不进入该镇，他们将从马卢纳镇撤出。但是第二天，圣战者没有撤出而镇里的战斗仍在继续。当天晚些时候，叙利亚人权观察组织报道政府军已经占领镇里大部分地盘。
9月15日，政府军完全控制了该镇。